# Miapetra Kumpula-Natri
Miapetra Susanna Kumpula-Natri (née le 19 mai 1972 à Vaasa) est une femme politique finlandaise du Parti social-démocrate (SDP).

## Biographie
Elle est députée européenne de 2014 à 2024.